# Trinacria
Trinacria är ett släkte av skalbaggar. Trinacria ingår i familjen vivlar.
Kladogram enligt Catalogue of Life:
| Trinacria | \| \| Trinacria basalis \| \| \| \| \| \| Trinacria recta \| \| \| \| |
|           | \| \| Trinacria basalis \| \| \| \| \| \| Trinacria recta \| \| \| \| |
|           | Trinacria basalis                                                     |
|           |                                                                       |
|           | Trinacria recta                                                       |
|           |                                                                       |